# Serafin (Storheim)
Serafin, imię świeckie Kenneth William Storheim (ur. 25 stycznia 1946 w Edmonton) – były biskup Kościoła Prawosławnego w Ameryce.

## Życiorys
Pochodzi z mieszanej rodziny szkocko-norweskiej wyznania luterańskiego. Ukończył studia niższego stopnia w Alberta w 1968, zaś trzy lata później ukończył Szkołę Teologiczną w Vancouverze. W 1978 przyjął prawosławie, przyjmując na ponownym chrzcie imię Serafim. Wstąpił do seminarium duchownego św. Włodzimierza w Nowym Jorku, który ukończył w 1981 z tytułem magistra teologii. 28 października 1979 przyjął święcenia diakońskie, zaś po miesiącu – kapłańskie. Wyjechał wówczas na krótko do monasteru Nowy Wałaam, po czym pracował jako proboszcz w kilku parafiach. 3 kwietnia 1987 złożył śluby monastyczne w monasterze św. Tichona Zadońskiego w South Canaan.
13 czerwca tego samego roku konsekrowany na biskupa pomocniczego archidiecezji Kanady z tytułem biskupa Edmonton, zaś trzy lata później został biskupem ordynariuszem tej samej diecezji. W marcu 2007 podniesiony do godności arcybiskupa. Pełni funkcję sekretarza Synodu Biskupów Kościoła Prawosławnego w Ameryce i kierownika wydziału spraw zewnętrznych i stosunków międzykościelnych. Po odsunięciu od urzędu metropolity Hermana pełnił obowiązki drugiego administratora, asystenta pełniącego obowiązki locum tenens arcybiskupa Dymitra. Godność arcybiskupa łączył z funkcją przełożonego anglojęzycznej wspólnoty monastycznej św. Sylwana z Atosu w Johnstown.
We wrześniu 2010 policja kanadyjska rozpoczęła śledztwo w sprawie zarzutu dopuszczenia się przez niego molestowania seksualnego dwóch dziesięcioletnich chłopców, jakie miało mieć miejsce 25 lat wcześniej, w okresie, gdy późniejszych hierarcha pracował jako proboszcz w soborze Trójcy Świętej w Winnipeg. Serafin (Storheim) udał się na trzymiesięczny urlop. 24 listopada 2010 duchownemu zostały formalnie postawione zarzuty karne. 30 listopada Święty Synod Kościoła zawiesił go w stanie duchownym i wyznaczył biskupa Ireneusza (Rochona) na tymczasowego administratora archidiecezji Kanady. 21 marca 2014 arcybiskup Serafin został przeniesiony w stan spoczynku, z zachowaniem prawa do odprawiania nabożeństw wyłącznie w kaplicy św. Sylwana w Spencerville oraz w cerkwi Trójcy Świętej w Edmonton.
W 2014 został uznany za winnego jednego przypadku molestowania seksualnego i 9 lipca tegoż roku skazany na osiem miesięcy pozbawienia wolności. Karę odbywał od lutego 2015. Niezależnie od orzeczenia świeckiego sądu toczył się przeciwko niemu proces kanoniczny, zakończony w październiku 2015 usunięciem ze stanu duchownego i pozbawieniem wszystkich godności. Serafin (Storheim) pozostał jedynie mnichem.